# 爱沙尼亚驻上海总领事馆
爱沙尼亚共和国驻上海总领事馆设立于中国上海市，是爱沙尼亚在中国设立的首个总领事馆，已于2016年11月1日关闭。

## 历史沿革
2010年9月16日，中国和爱沙尼亚就爱沙尼亚在上海设立总领事馆达成协议。同年10月25日开馆。
2016年11月1日起总领事馆关闭，领区相关领事工作由爱沙尼亚驻华大使馆负责，总领事安德瑞·鲁迈特也赴驻华使馆工作。

## 领区
领区包括上海市、江苏省、浙江省、安徽省、江西省和福建省。 

## 历任总领事
- 扬·赖因霍尔德（Jaan Reinhold）：中文名任华[4][5]
- 安德瑞·鲁迈特（Andry Ruumet）[6]